# Norges landslag i kälkhockey
Norges landslag i kälkhockey kontrolleras sedan 2004 av NIHF.

## Meriter

### Paralympiska spelen
- Lillehammer 1994 - 2
- Nagano 1998 - 1
- Salt Lake City 2002 - 2
- Turin 2006 - 2
- Vancouver 2010 - 3

### Världsmästerskap
- Nynäshamn 1996 - 2
- Salt Lake City 2000 - 2
- Örnsköldsvik 2004 - 1
- Marlborough 2008 - 2
- Ostrava 2009 - 2

### Europamästerskap
- Pinerolo 2007 - 1
- Sollefteå 2011 - 3

### Fotnoter
1. ↑  Kjelkehockey - både bredde og topp Arkiverad 11 mars 2014 hämtat från the Wayback Machine. (norska, NIHF